# Estados Unidos da Venezuela
```
   |-
       |
Erro:
:  
valor não especificado para "
nome_comum
"

   |-
       | 
Erro:
:  
valor não especificado para "
continente
"
```

Estados Unidos da Venezuela (em castelhano: Estados Unidos de Venezuela) foi o nome oficial da Venezuela, adotado na constituição de 1864 sob o governo de Juan Crisóstomo Falcón. Este permaneceu como nome oficial até 1953, quando a constituição o rebatizou de República de Venezuela, perpetuando até 1999, quando converteu-se-na República Bolivariana da Venezuela.